# Chalconotus
Chalconotus là một chi bọ cánh cứng thuộc họ Scarabaeidae.